# Canale Ledra
Il canale Ledra (nome completo: canale Ledra-Tagliamento) è un corso d'acqua artificiale che scorre per una lunghezza totale di 45 km nel territorio della regione Friuli-Venezia Giulia, in provincia di Udine, e lambisce nel suo corso il centro storico della città di Udine.
Nasce dalla sponda sinistra del fiume Tagliamento nei pressi dell'abitato di Ospedaletto (Gemona del Friuli) e, dopo avere attraversato la piana di Osoppo e l’estremità occidentale dell’Anfiteatro morenico del Tagliamento, entra nella pianura friulana e la percorre giungendo sino a Udine, dove si immette nel canale Collettore Orientale, che convoglia le acque nel torrente Torre, affluendovi sulla destra. A nord-ovest di Udine, in località Rizzi, dal canale Ledra è derivato invece il canale di San Gottardo, che attraversa la zona nord della città alimentando le rogge cittadine. Il Canale Ledra-Tagliamento venne inaugurato il 5 giugno 1881.